# Cemitério Flaminio
O Cemitério Flaminio (em italiano:  Cimitero Flaminio; também conhecido como Cimitero di Prima Porta ou Cimitero di Montebello) é um cemitério em Roma (Itália), fora do Grande Raccordo Anulare para o norte, entre a Via Flamínia e a Via Tiberina.

## História
O cemitério foi criado em 1945 com um projeto da arquiteta Elena Luzzatto..

## Sepultamentos notáveis
- Mario Ageno (biofísico)
- Gianni Agus (ator)

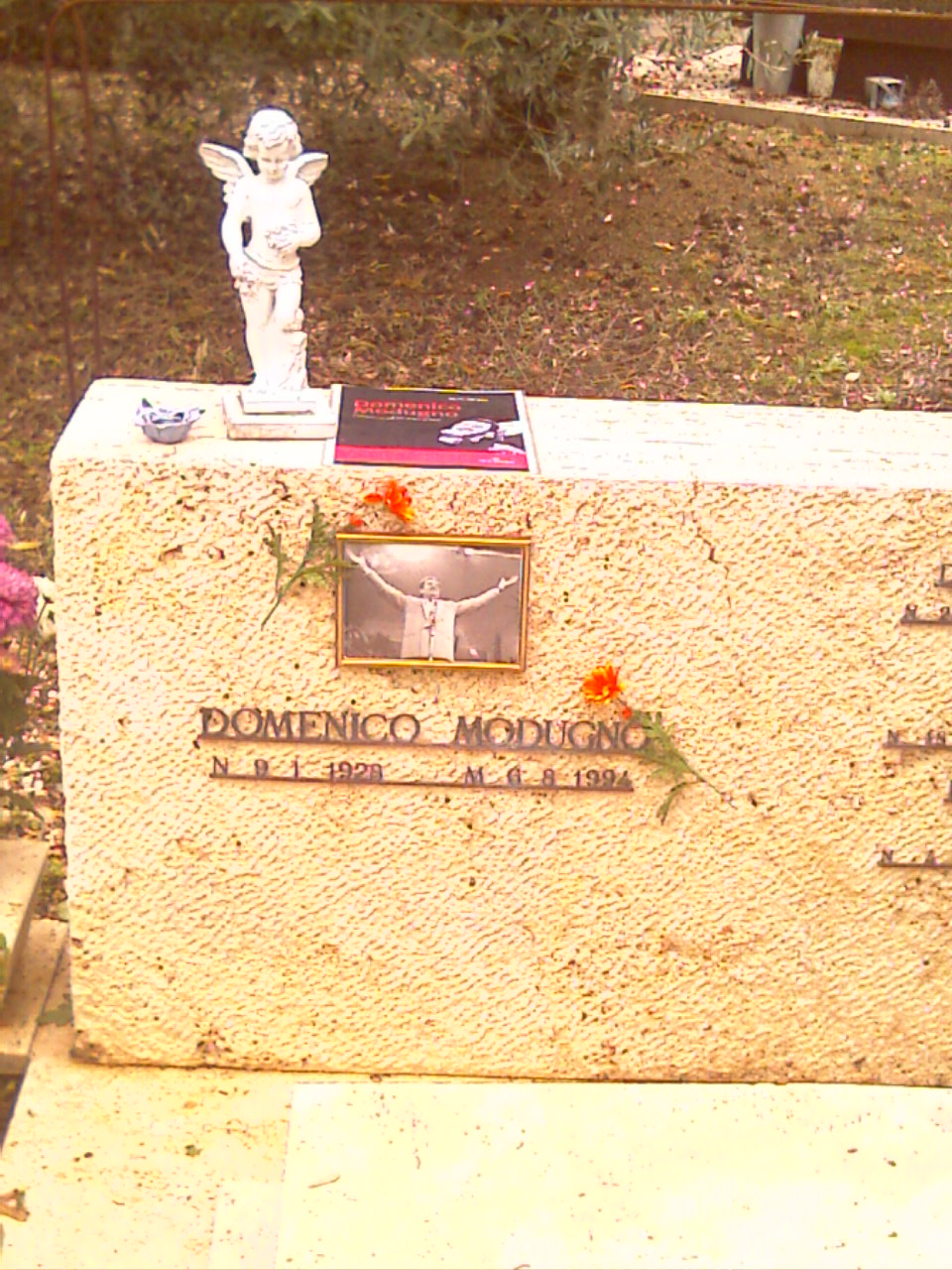
Sepultura de Domenico Modugno

- Gilberto Agustoni (cardeal católico)
- Ilaria Alpi (jornalista)
- Ennio Antonelli (ator)
- Maurizio Arena (ator)
- Enrico Berlinguer (político)
- Angelo Bernabucci (ator)
- Fulvio Bernardini (futebolista e treinador)
- Francesca Bertini (atriz)
- Bombolo (ator)
- Fred Bongusto (cantor e compositor)
- Carla Boni (cantora)
- Rossano Brazzi (ator)
- Gianni Brezza (dançarino, coreógrafo, diretor e ator)
- Primo Brown (rapper)
- Flavio Bucci (ator, dublador e produtor de filmes)
- Franco Caracciolo (condutor)
- Vincenzo Cerami (roteirista, novelista e poeta)
- Enzo Cerusico (ator)
- Gino Cervi (ator)
- Tonino Cervi (diretor de cinema, roteirista e produtor)
- Giorgio Chinaglia (futebolista)
- Eduardo Ciannelli (barítono e ator)
- Luigi Comencini (diretor de cinema)
- Corrado (apresentador de rádio e televisão)
- Vincenzo Crocitti (ator)
- Carlo Dapporto (ator)
- Luciana Dolliver (cantora)
- Arturo Dominici (ator e dublador)
- Elena Fabrizi (atriz)
- Franca Faldini (escritora, jornalista e atriz)
- Rossella Falk (atriz)
- Amintore Fanfani (político e estadista)
- Luigi Gatti (ator)
- Giuliano Gemma (ator)
- Ileana Ghione (atriz)
- Aldo Giuffré (ator)
- Carlo Giuffré (ator)
- Niní Gordini Cervi (atriz)
- Sylva Koscina (atriz)
- Virna Lisi (atriz)
- Carlo Lizzani (diretor de cinema, roteirista e crítico)
- Roldano Lupi (ator)
- Tommaso Maestrelli (futebolista e manager)
- Pupella Maggio (atriz)
- Luigi Magni (roteirista e diretor de cinema)
- Riccardo Mantoni (diretor, dublador e autor de televisão)
- Giovanni Manurita (tenor e ator)
- Marcello Martana (ator)
- Myroslav Marusyn (arcebispo católico grego)
- Gilberto Mazzi (cantor e ator)
- Pietro Mennea (velocista e político)
- Achille Millo (ator e diretor de palco)
- Fedora Mingarelli (cantora)
- Isa Miranda (atriz)
- Domenico Modugno (cantor, compositor, ator, guitarrista e político)
- Benjamin Murmelstein (rabino)
- Ferdinando Natoni (militar, Justos entre as nações)
- Joaquín Navarro-Valls (jornalista, médico e acadêmico)
- Umberto Nobile (aviador, engenheiro aeronáutico e explorador do Ártico)
- Marina Pagano (cantora e atriz)
- Silvana Pampanini (atriz, diretora e cantora)
- Paolo Panelli (comediante e ator)
- Sandro Penna (poeta)
- Alberto Rabagliati (cantor)
- Renato Rascel (ator, cantor e compositor)
- Nora Ricci (atriz)
- Luciano Rossi (ator)
- Nini Rosso (trompetista de jazz e compositor)
- Nunzio Rotondo (trompetista de jazz e líder de banda)
- Stefania Rotolo (cantora, apresentadora de televisão e dançarina)
- Gigi Sabani (imitador e cantor)
- Irina Sanpiter (atriz)
- Lydia Simoneschi (atriz e dubladora)
- Steno (diretor de cinema, roteirista e cinematografista)
- Aroldo Tieri (ator)
- Vieri Tosatti (compositor)
- Bice Valori (atriz e comediante)
- Carlo Vanzina (diretor de cinema, produtor e roteirista)
- Fernando Viola (futebolista)